# Čufut-Kale
Čufut-Kale (tatarska izgovorjava: [tʃuˈfut qaˈle]; rusko in ukrajinsko Чуфут-Кале – Čufut-Kale; krimska tatarščina Çufut Qale; karaimski jezik Къале – Qale) je srednjeveško mesto-trdnjava v Krimskem gorovju, ki je zdaj v ruševinah. Je nacionalni spomenik krimske karaitske kulture, le 3 km vzhodno od Bahčisaraja.
Ime je krimsko-tatarsko in turško za 'judovsko trdnjavo' (çufut / çıfıt - Jud, qale / kale - trdnjava), Krimski Karaiti pa jo imenujejo preprosto kot 'trdnjava', saj kraj štejejo za zgodovinsko središče krimske karaitske skupnosti. V srednjem veku je bila trdnjava znana kot Qırq Yer (kraj štiridesetih) in kot Karaiti, ki ji pripada večji del njenih prebivalcev, Sela' ha-Yehudim (Skala Judov).

## Različice imena
- Чуфут-Кале (ruska transliteracija: Čufut Kale) se omenja v sovjetski znanstveni literaturi [5] kot tudi v delih karaitskih avtorjev v ruskem jeziku od druge polovice 19. stoletja do post-sovjetske epohe [6], vključno z objavami Seraja Šapšala [7];
- Juft Qale [Джуфт Кале] uporabljajo sodobni krimski karajtski voditelji, ki trdijo, da je to prvotno ime mesta (v prevodu iz turščine – 'Dvojna trdnjava'), da se je sčasoma razvilo v »napačno, a lažje izgovorjeno ime: Čufut-Kale [Чуфут Кале] ali Čuft-Kale [Чуфт Кале]«;
- Qırq Yer, Qırq Or, Kyrk-Or, Gevher Kermen Çufut-Qale, Çıfut-Qalesi[8] so bila krimsko-tatarska imena v času Krimskega kanata;
- Kale (Karaim: קלעה, къале, kale – 'trdnjava');[9][10]
- Sela Yuhudim (hebrejsko: סלע יהודים – 'Skala Judov' (v izgovorjavi Karaitov) se je v krimski karaitski literaturi uporabljal do druge polovice 19. stoletja;[11][12][13]
- Sela ha-Karaim (hebrejsko: סלע הקראים – 'skala Karaitov'), ki so jo krimski Karaiti uporabljali iz druge polovice 19. stoletja;[14]

## Zgodovina
Glede časa nastanka mesta raziskovalci niso enotni. Mesto je bilo verjetno utrjeno naselje v 5. ali 6. stoletju na obrobju Bizantinskega cesarstva. Drugi pa so mnenja, da se je utrjena naselbina pojavila v 10. do 11. stoletju. V zgodnjem obdobju zgodovine mesta so ga naseljevali predvsem Alani, najmočnejše pozno sarmatsko pleme iranskega porekla. Na Krim so začeli prodirati od 2. stoletja našega štetja. Ko so se naselili na goratem Krimu, so Alani sprejeli krščanstvo. V pisnih virih se jamsko mesto omenja v 13. stoletju pod imenom Kyrk-Or ('Štirideset utrdb'). To ime je trajalo do sredine 17. stoletja. Leta 1299 je tatarska horda emira Nogaja napadla krimski polotok. Kyrk-Or so nato zasedali bizantinski vojaki. Trdna trdnjava se je uprla neposrednemu boju s Tatari, ki so si nato prizadevali oslabiti branilce z igranjem glasne glasbe tri dni in noči. Četrto jutro so bili branilci preveč izčrpani, da bi odvrnili nov napad in trdnjava je podlegla splošnemu pokolu. Ko so tako zasedli mesto, so Tatari v njem naselili garnizon. Na prehodu v 15. stoletje so Tatari pred vzhodno črto utrdb naselili karaitske obrtnike in postavili drugi obrambni zid, da bi zaščitili njihovo naselje in tako se je pojavil nov del mesta.
V 15. stoletju je prvi krimski kan, Hadži I. Geraj, ki je izkoristil prednosti trdnjave, stari del mesta spremenil v svojo utrjeno rezidenco. Krimski kanat je po porazu pri Zlati hordi postal bistveno močnejši. Pomen Kyrk-Ora kot trdnjave se je zmanjšal, krimski kan, Mengli I. Geraj, pa je svojo prestolnico preselil v Bahčisaraj. Staro mestno jedro je ostalo citadela Bahčisaraja in kraj zapora za plemiške ujetnike. Sredi 17. stoletja so Tatari zapustili Kyrk-Or. Tam so zaradi protijudovskih omejitev bivanja v drugih mestih Krimskega kanata živeli le Karaiti in več družin Krimčakov. Tatari so Karaite smatrali za Jude, zato je mesto postopoma dobilo ime Čufut-Kale, kar v turščini pomeni 'judovska trdnjava' z negativnim in prezirljivim pomenom .
Po osvojitvi Krima in njeni vključitvi v Ruski imperij so prebivalci trdnjave smeli živeti kjer koli na Krimu. Od tega časa je bila Čufut-Kale zapuščen. Sredi 19. stoletja je mesto prenehalo obstajati.

## Legende
Glede kraja je veliko legend. Po eni so ga poimenovali "Qırq Yer", ker sta kana Mengli I. Geraj ali Toktamiš, ustanovitelja mesta, s seboj pripeljala štirideset karaitskih družin in jih v njihovo čast imenovali 'kraj štiridesetih'.
Druga legenda, ki so jo Karaiti podprli, da bi pokazali starost svoje sekte, pravi, da so bili Karaiti tja pripeljani iz Perzije že v času prvega izgnanstva. Zgodnji naseljenci mesta so imeli velik vpliv na svoje sosede, Hazare. Ḥakam Abraham Firkovič, ki je bil zelo spreten v ponarejanju epitafov in rokopisov, se je pretvarjal, da je na pokopališču nagrobnikov Čufut-Kale odkril enega iz šestega leta skupne dobe in odkril grob Sangari, ki je še prikazan pri Karaitih. Po Harkavijevem  mnenju na pokopališču Čufut-Kale, imenovanem 'Vale Jozafata', ni mogoče videti nobenega epitafa izpred leta 1203; grobnice pa ne pripadajo Karaitom, temveč starim rabinitanskim naseljencem, imenovanim Krimčaki. Čufut-Kale je obstajal že v sedmem stoletju. Abu al-Fida ga omenja pod imenom Qırq Yer.

## Galerija
- Pogled na ‘’keneso’’ (sinagoga)
- Notranjost jame
- Ena od kenes
- Mavzolej Dzhanike-Khanym, hčerke Toktamiša]
- Panorama jam in sten
- Çufut Qale

## V Popularni kulturi
Chufutkale je omenjen (in preveden tudi kot Chew-Foot-Calais) v mojstrovini Vladimirja Nabokova iz leta 1968, Ada, stran 338. V romanu je mesto uporabljeno za smrt mladoletnega lika Percyja de Preyja med namišljeno drugo krimsko vojno leta 1888.
Omenjena je tudi v veliki knjigi Jonathana Litela Ljubeznivi (2006), stran 232 in se uporablja za poudarjanje zapletene zgodovine regij.